# Eucalyptus ebbanoensis
Eucalyptus ebbanoensis är en myrtenväxtart som beskrevs av Joseph Henry Maiden. Eucalyptus ebbanoensis ingår i släktet Eucalyptus och familjen myrtenväxter. Inga underarter finns listade i Catalogue of Life.